# DUF1220
DUF1220 é uma domínio proteico que pode ser encontrado em várias proteínas, incluindo aquela que é produzida pelo gene MGC8902, que está repetido em quantidade maior no ADN humano relativamente a genomas de outros primatas. A sua função é ainda desconhecida. Os seres humanos possuem 212 cópias de DUF1220, os macacos 30 cópias, e os ratos apenas uma.